# Локомобила
Локомобил (од француског locomobile) у различито време може значити: Друмско и шинско возило; један од најранијих термина за аутомобил; покретна парна машина за пољопривредне потребе и производњу електричне енергије на терену; кочија на парни погон за кретање по путевима без колосека.

## Покретна парна машина
Покретна парна машина дизајнирана за погон стационарних пољопривредних машина (вршалице, витлаче, млинови, итд.), пумпе, електричне генераторе. Неки дизајни су имали сопствену снагу, други су били вучени. Имали су широку примену у свим земљама света у периоду пре појаве дизел мотора за погон малих електричних генератора и активног развоја електричних мрежа.
Са појавом ефикасних дизел генератора и електричне енергије из мреже, они су брзо изашли из употребе због изузетно ниске ефикасности. Ниска ефикасност локомобила била је одређена њиховом техничком несавршеношћу. Локомобили су имале погон локомотивног типа. што је ограничавало употребу паре високог параметра. Котао за локомотиву није имао чак ни сувопарник, који је био неизоставан атрибут свих парних локомотива, будући да место где се обично уграђује сувопарник на парној локомотиви заузима парна машина на локомотиви. Стога је парна машина локомобила радила на влажној засићеној пари, што је веома лоше утицало на ефикасност, тим пре што се исцрпљивала издувна пара. Међутим, са тако ниском ефикасношћу од 3-4%, локомобиле су биле широко и дуго коришћене у пољопривреди, јер се као гориво могло користити практично бесплатно гориво које се сакупљало и акумулирало управо ту током пољопривредних радова и примарне прераде пољопривредних производа. производи - слама, љуска, стабљике сунцокрета и кукуруза и сл.
У тренутној ситуацији са значајним поскупљењем како електричне енергије тако и течног моторног горива у многим развијеним земљама света, постоје економски предуслови за повратак малих парних машина у виду локомобила у различите, а пре свега сеоске индустрије, где има још доста неискоришћеног горивог отпада. Употреба паре високих параметара, кондензатора, прегрејача, топлог дувања у пећ и других техничких мера на садашњем нивоу технолошког развоја омогућиће постизање ефикасности мале парне машине од 15-20%. Ово су сасвим реални показатељи, обзиром да је у „великој електропривреди“ са парним котловима и парним турбинама који раде на наткритичним параметрима паре, ефикасност електрана кондензационих електрана 30-35%.

## Друмско-шинско возило
Локомобил је дизајниран за кретање како на путевима без колосека, тако и на железничким шинама.
Ово возило, накнадно опремљено посебним вођицама или потпорним точковима за кретање по шинама, може бити или трактор или камион или посебно прилагођено возило.
У 21. веку локомобиле се производе на платформи универзалне тракторске шасије, као и на возилима УАЗ, МАЗ, Урал, КамАЗ, Ивецо.